# Фустанелла

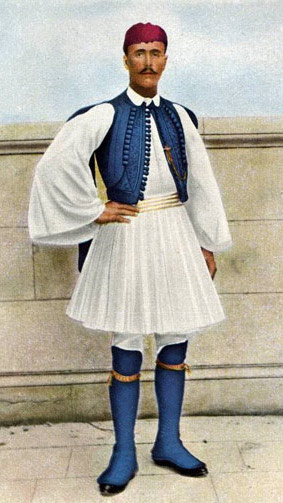
Грецький олімпійський чемпіон Спиридон Луїс у фустанеллі та фареоні

Фустанелла — традиційна спідниця, яку носили чоловіки кількох країн на Балканах — Греції, Албанії, Болгарії — схожа на кілти. У сучасну епоху фустанелла є частиною традиційних албанських і грецьких національних одягів, а також входить до офіційної уніформи елітних підрозділів Збройних сил Греції, наприклад, Президентської гвардії евзонів.

## Історія
Деякі дослідники вважають, що фустанелла походить від римської тоги. Більшість статуй зображує римських імператорів у плісированих спідницях довжиною до колін. У холодніших регіонах створювалась більша кількість складок для забезпечення більшого тепла. Фустанелла евзона має 400 складок, що символізують роки, впродовж яких Греція перебувала під оттоманським правлінням.
Візантійські греки називали фустанеллу подея, у тому ж значенні, що й фартух. Подеї носили, зокрема, акріти у 12 столітті, в тому числі Дігеніс Акріт. Знахідки подей віднесені до доби візантійського імператора Мануїла I Комніна близько 1118—1180 років, за кілька століть до завоювання Османською імперією. В Албанії фустанелла початково була елементом вбрання південної групи народу — тоскських албанців. У Греції ж фустанелла стає традиційною саме завдяки албанцям в часи Османської окупації, яка почалася у XV столітті. Використання фустанелли в одягу поширювалось угруповуваннями албанців серед населення Епіру в Греції у XVIII та XIX століттях.
Подібні до фустанелли спідниці є частиною національного костюму Румунії та Сирії. При цьому кожна з націй доводить власне походження одягу. Подібності історичного одягу в літературі, а також пам'ятках мистецтва остаточно не доводять жодну з гіпотез, але і не спростовують їх.